# 奧弗盧克山
奧弗盧克山（英語：Mount Overlook），是南極洲的山峰，位於維多利亞地的彭內爾海岸，屬於鮑爾斯山脈的一部分，海拔高度2,010米，現時由南極條約體系管理。